# バーチャル・リアリティヘッドセット

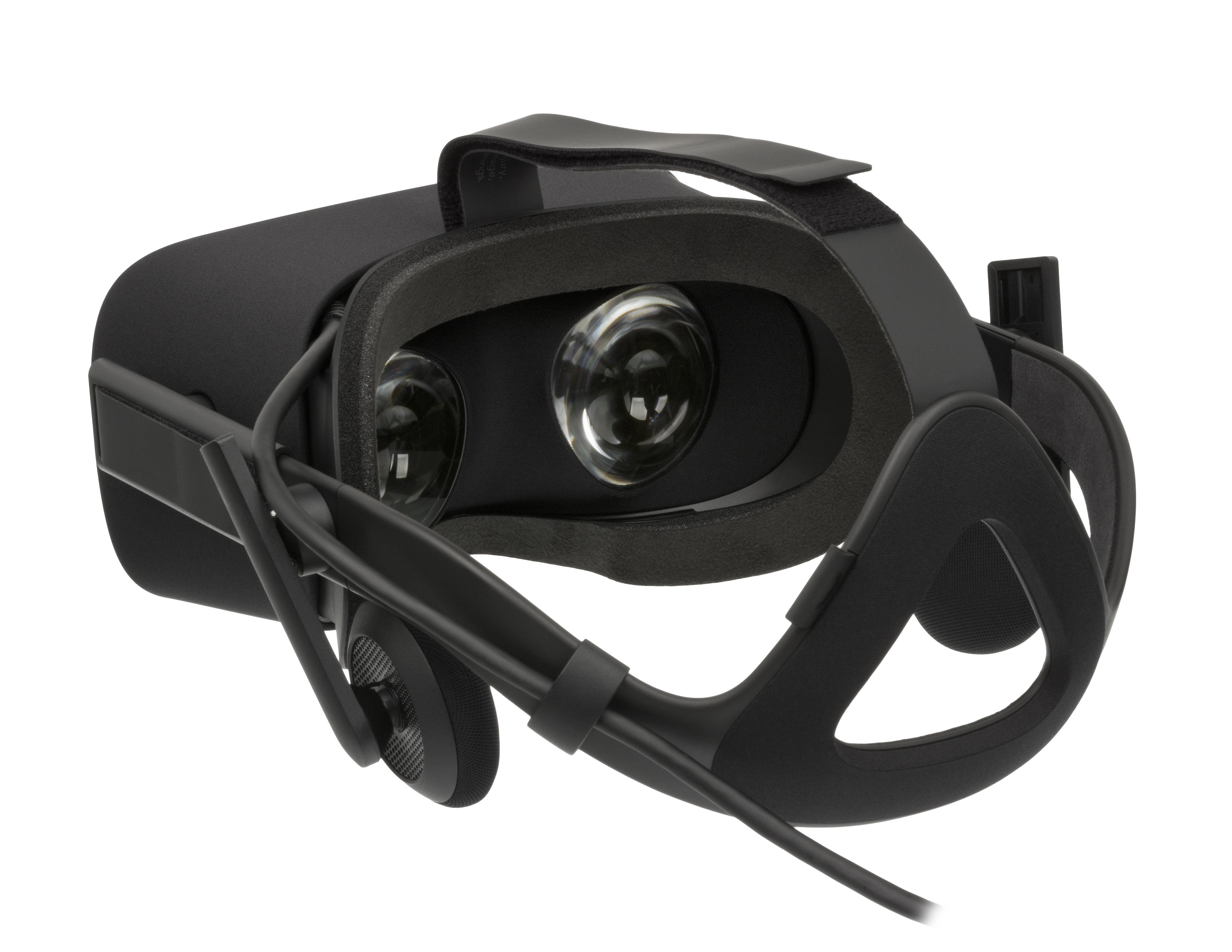
2016年に発売されたVRヘッドセット

バーチャル・リアリティヘッドセット（Virtual reality headset）またはVRヘッドセットは頭に装着して使うディスプレイ装置（ヘッドマウントディスプレイ）で、着用者にバーチャル・リアリティ（VR）を提供する。技術の進歩とともに、VRとMR（複合現実）が両方体験できるMRヘッドセットも登場している（Meta Quest 3S・Apple Vison Proなど）。
コンピュータゲームで広く利用されているが、シミュレーターやトレーナーなどの他のアプリケーションでも利用されている。装置の構成要素として、立体視可能なヘッドマウントディスプレイ（それぞれの目に別々の映像を映し出す）、ステレオサウンドおよびヘッドモーショントラッキングセンサー （ジャイロスコープ、加速度計、磁力計、構造化照明システムなどを含む場合がある）が挙げられる。一部のバーチャル・リアリティヘッドセットには、アイトラッキングセンサーとゲームコントローラも含まれる。

## 歴史
1991年に発表され、1993年初頭に冬のCESで見られたSega VRは、ゲーム機用に発売されなかったが、1994年にモーションシミュレーターのアーケードアトラクションSega VR-1に採用された。もう1つの初期のVRヘッドセット「Forte VFX1」は、1994年にCESで発表された。VFX-1には、立体視ディスプレイ、3軸ヘッドトラッキング、ステレオヘッドホンが搭載されている。もう一つの先駆者であるソニーが発売した「グラストロン」はオプションで位置センサーを搭載しており、頭の動きに合わせて遠近感が移動しながら周囲を見ることができ、深い没入感が得られる。これらのVRヘッドセットは、『MechWarrior 2』プレイヤーに、航空機のコックピット内から戦場を見るという新しい視覚的視点を提供した。しかし、これらの初期のヘッドセットは、技術が限られていたために商業的に失敗し、ジョン・カーマックは「トイレットペーパーの芯を通して見る」ようなものと表現した。
2012年、VRヘッドセット「Oculus Rift」のクラウドファンディングキャンペーンが始まった。このプロジェクトは、後に会社のCTOになったカーマックを含むいくつかの著名なゲーム開発者によって主導された。2014年3月、プロジェクトの親会社であるOculus VRがFacebookに20億ドルで買収された 。Oculus Riftのコンシューマー向け最終版は2016年3月28日に出荷が開始された。
2014年3月、ソニーはPlayStation 4のプロトタイプヘッドセットを展示した。このヘッドセットは後に「PlayStation VR」と名付けられた。2014年、Valveはいくつかのヘッドセットのプロトタイプを展示し 、HTCと提携して「HTC Vive」を開発した。これは、ユーザーが自然にナビゲートして操作できるルームスケールのVR環境に焦点を当てている。Viveは2016年4月に発売され、PlayStation VRは2016年10月に発売された。
VRヘッドセットとビューアもスマートフォン用にも設計されている。ディスプレイが統合されたヘッドセットとは異なり、これらのユニットは基本的にスマートフォンを挿入できる筐体である。専用の内部ディスプレイを使用するのではなく、ステレオスコープとして機能するレンズを通してデバイス自体の画面に表示されるVRコンテンツを視聴する。Googleは、VRビューア用の一連の仕様と関連するDIYキット「Google Cardboard」を発表した。これらのビューアは、段ボール（これが名前の由来）などの低コストの材料（とジャイロスコープ付きのスマートフォン）を使用して作り上げることができる。サムスン電子は、Oculus VRと提携して「Samsung Gear VR」（最近のSamsung Galaxyデバイスとのみ互換性がある） を共同開発し、LG電子は同社のスマートフォンLG G5専用ディスプレイを搭載したヘッドセット「LG 360 VR」を開発した。XionやKolkeといったアジアのハードウェアメーカーは、安価なVRヘッドセットを開発した。2017年、中国の企業テンセントは、その年にVRヘッドセットを発売する準備をしていると発表した。2019年時点で、OculusとPlayStation VRがVRヘッドセット市場を支配している。
2019年6月、ValveはHTCと提携しない独自のヘッドセット「Valve Index」を発売した。

## 制約

### レイテンシ要件
VRヘッドセットはレイテンシ（入力が変化してから視覚効果が得られるまでにかかる時間）の要件が通常のコンピュータゲームよりも格段に高くなっている。システムが頭の動きに反応するのが遅すぎる場合、ユーザーは一種の乗り物酔いであるVR酔いを経験する可能性がある。Valveのエンジニアによると、理想的なレイテンシは7〜15ミリ秒である。
グラフィックスプロセッシングユニット（GPU）には、必要なフレーム数をレンダリングするのに十分な性能が求められる。Oculusは、同社の最初のデバイスでPCゲーム市場をターゲットにしている理由として、Xbox OneとPlayStation 4の限られた処理能力を挙げている。
中心窩レンダリングは、レンダリングの負荷を軽減するための新しい手法である。アイトラッキングハードウェアを使用して、ユーザーが見ている点を特定し、ユーザーの視線から遠く離れたところでレンダリングの解像度を低下させる。人間の周辺視野は中心窩よりもはるかに感度が低いため、これはユーザーには気付かない可能性がある。

### 解像度と表示品質
個人がどのように画質を知覚するか、仮想世界をどのように体験するかに影響を与える、様々な光学系と視覚的品質がある。画像の鮮明さは、ディスプレイの解像度、光学品質、リフレッシュレートおよび視野によって異なる。
VRヘッドセットは、一つのディスプレイを広い視野（メーカーによると一部のデバイスでは最大110°）に拡大するため、拡大率によりディスプレイ技術の欠陥がより明確になる。問題のひとつは、いわゆるスクリーンドア効果（SDE）で、ピクセルの行と列の間の隙間が見えるようになり、まるで網戸（スクリーンドア）を覗いているかのようになる。これは、小売版よりも解像度が低い初期のプロトタイプと開発キットで特に顕著だった。

### レンズ

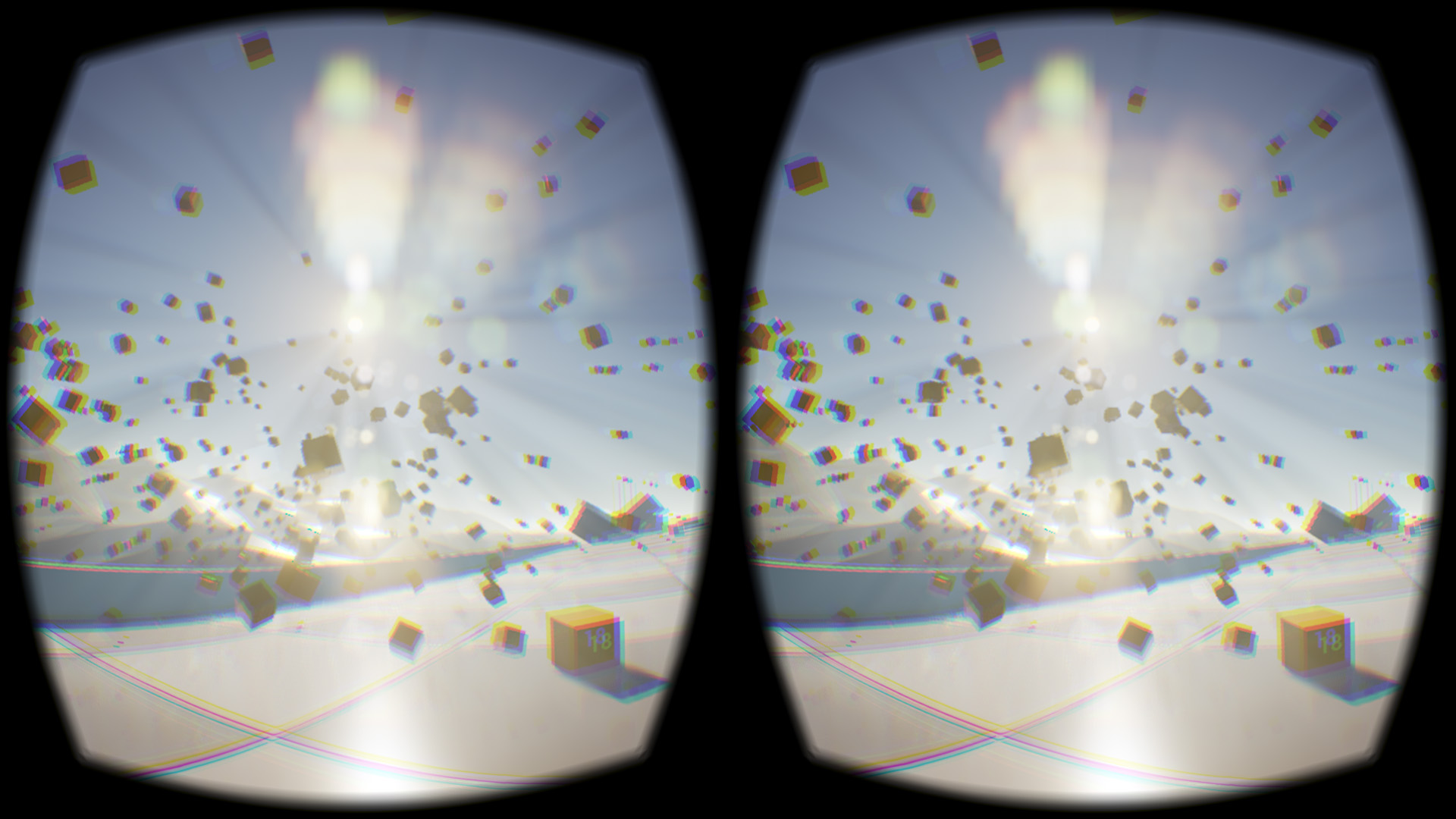
VRヘッドセットによって表示される実際の画像。レンズの歪みと色収差の補正を示している

ヘッドセットのレンズは、近接ディスプレイを広い視野にマッピングする役割を果たし、より快適な遠方の焦点を提供する。これに関する1つの課題は、焦点の一貫性を提供することであり、ヘッドセット内で目が自由に回転するため、眼精疲労を防ぐために焦点の合わせなおしを行わないことが重要である。
フレネルレンズは、コンパクトで軽量な構造のため、VRヘッドセットで一般的に使用されている。このレンズは他のレンズのようにレンズに複数の素材を使用してはいないが、レンズはセクションに分割され、個人がより広い視野を持つことができる。レンズで見られる問題は、ヘッドセットが頭の上で適切に位置合わせされていないときにレンズの隆起が見えることである。 
レンズは歪みと色収差を発生させるが、これらは通常ソフトウェアで補正される 。レンズは、ユーザーの眼鏡処方を考慮して動的に調整することもできるため、ユーザーは矯正眼鏡なしでヘッドセットを使用できる。

### コントローラー
VRは、任天堂のゲーム機Wiiで使用されていたもので、プレーヤーにコントローラーを使用して選択したゲーム（多くの場合スポーツゲーム）と対話させることができる。任天堂のWiiの発売後すぐに、マイクロソフトのXboxはKinectと呼ばれる全身読み取りシステムが導入され、ソニーのPlayStationはPlayStation Moveという名前の同様のバーチャルリアリティデバイスが導入された。これらのゲームデバイスは、バーチャル・リアリティを使用してゲーム内のアバターを制御する。この場合、プレーヤーの動きをアバターがコピーして、ゲームを完成させる。これは、プレイヤーがバーチャル・リアリティの世界に真に関与していないことを意味している。

## さまざまな分野での使用

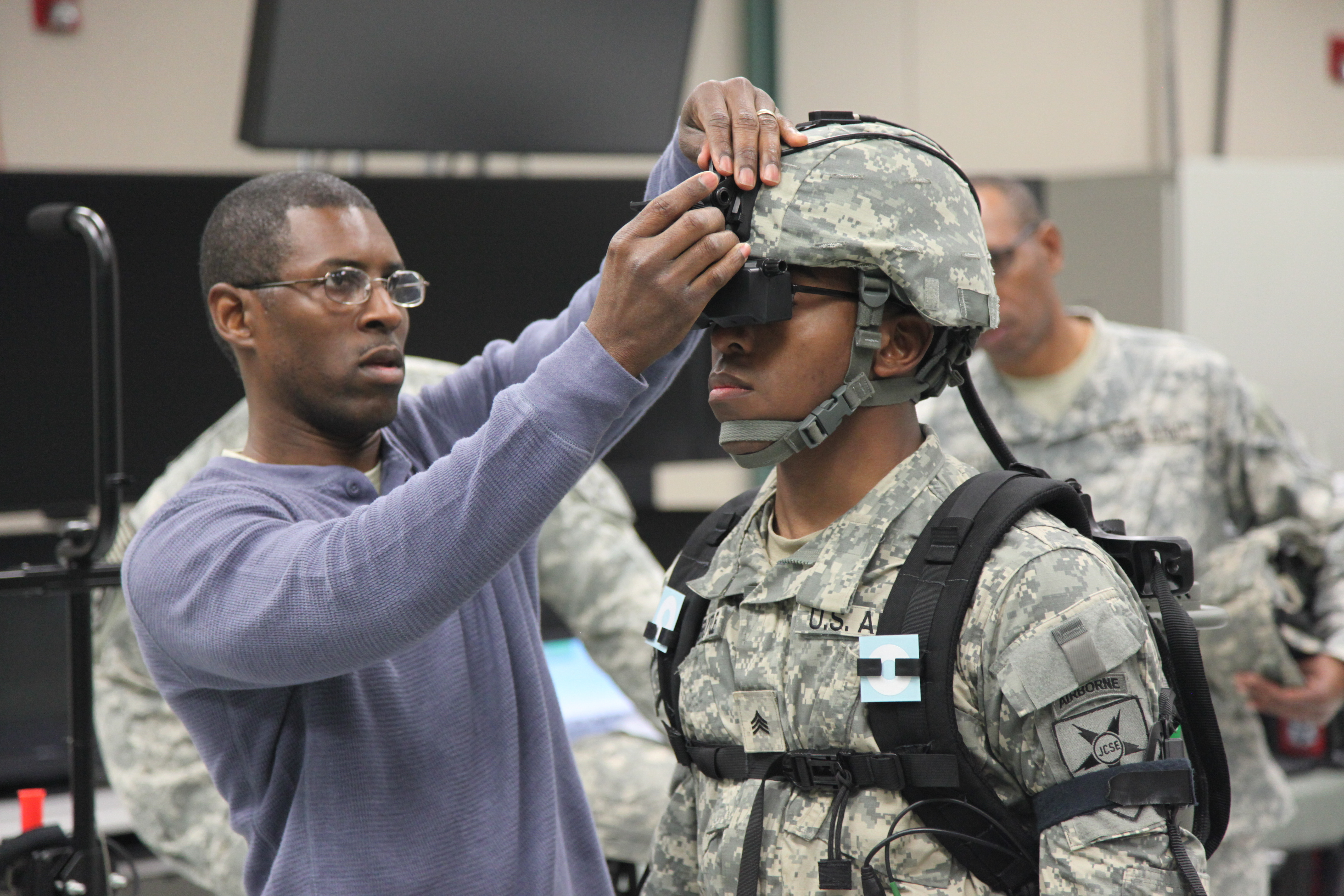
フォートスチュワート基地で地上戦闘訓練VRヘッドセットを使用する準備をしているアメリカ兵（2013年）

### 医療訓練
VRヘッドセットは現在、医学生の手術の訓練手段として使用されている。これにより、バーチャルで制御された環境で重要な手順を実行できる。学生は仮想の患者に手術を行うことで現実の患者で手術を行うために必要なスキルを習得できる。また、学生が主任外科医の観点から手術を再確認することを可能にする。従来は、学生は手術に参加しなければならず、肝心な部分を見逃してしまうことが多かった。現在、VRヘッドセットを使用することで、学生は重要な部分を見逃すことなく、主任外科医の視点から外科手術を見ることができる。学生は、手術を一時停止、巻き戻し、早送りすることができる。また、リスクのない環境でのリアルタイムシミュレーションで技術を完成させることもできる。訓練目的に加えて、拡張現実（AR）ヘッドセットはすでに画像誘導手術にも使用されている。

### 軍事演習
バーチャル・リアリティヘッドセットは、アメリカ軍でも使用されている。特に、軍人を危険にさらすことなく訓練するための有効なツールである。
VRヘッドセットを使用すると、軍人はバーチャル・リアリティの人々と対話してリアルに感じることができる。彼らは互いに話し合い、さまざまな行動をとって、バーチャル・リアリティの世界を実際にその状況にいるかのように感じることができる。軍人がヘッドセットを使用する場合にも、欠点と利点がある。欠点は、ヘッドセットが涼しい環境で熱から離れた屋内エリア用に作られているため、軍人がヘッドセットだけを装着し、軍事装備を装着していない場合、基本的なトレーニングとは異なる。利点は、状況を複数回繰り返せることと、軍事機器を必要としないためにヘッドセットを使用するコストが低くなることである。